# 오치아이주쿠

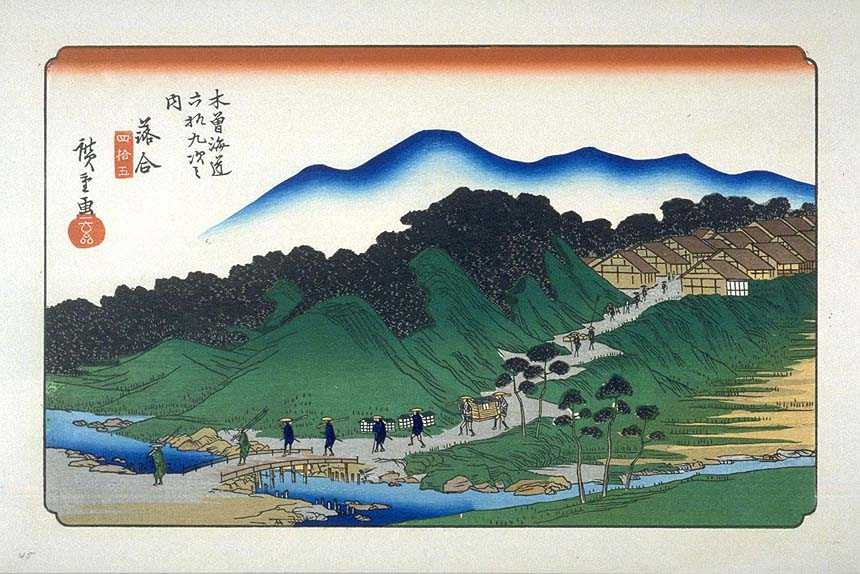
우타가와 히로시게 「키소 해도 육십구차・오치아이」

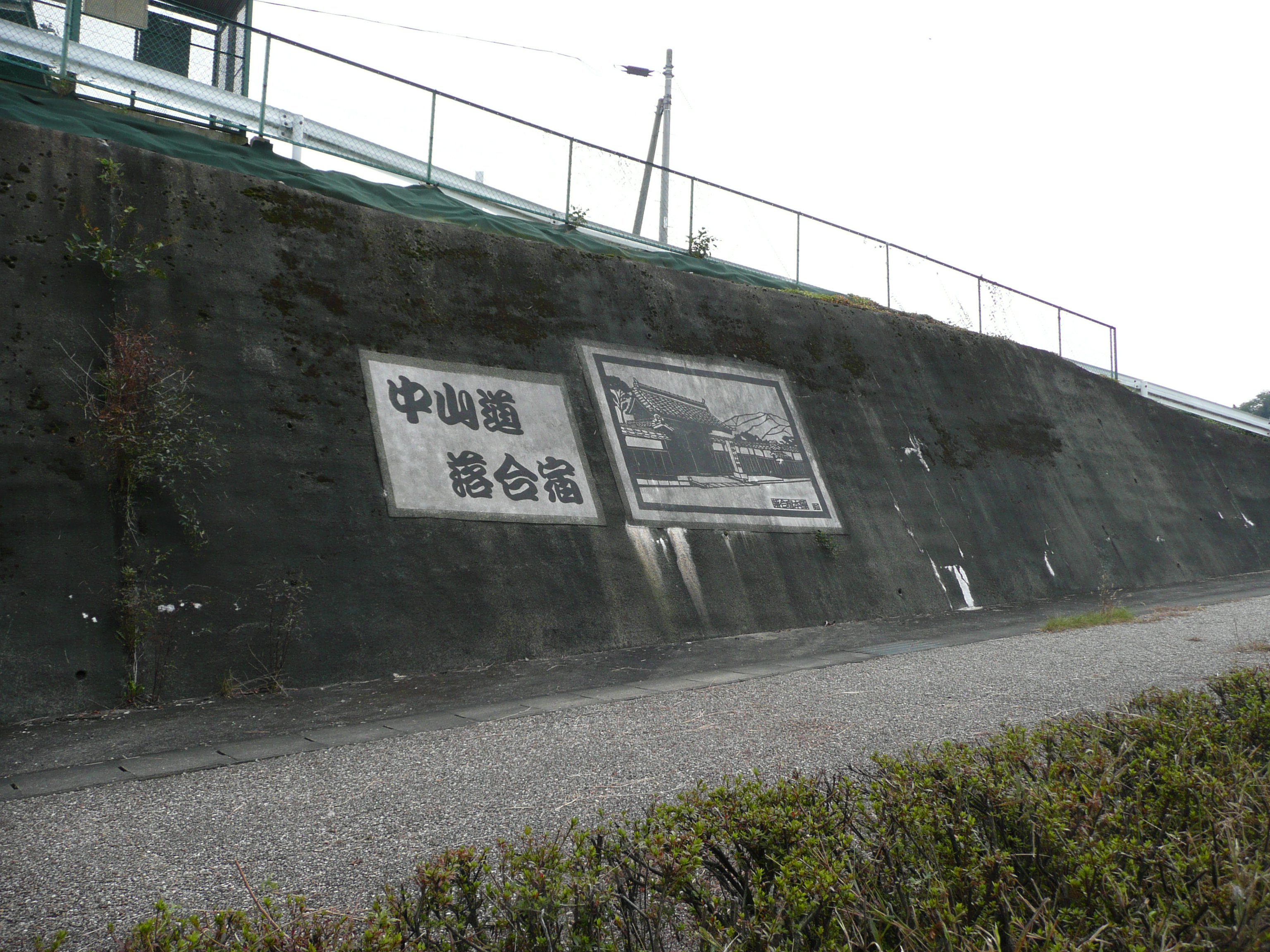
국도 19호 근처에 있는 일러스트

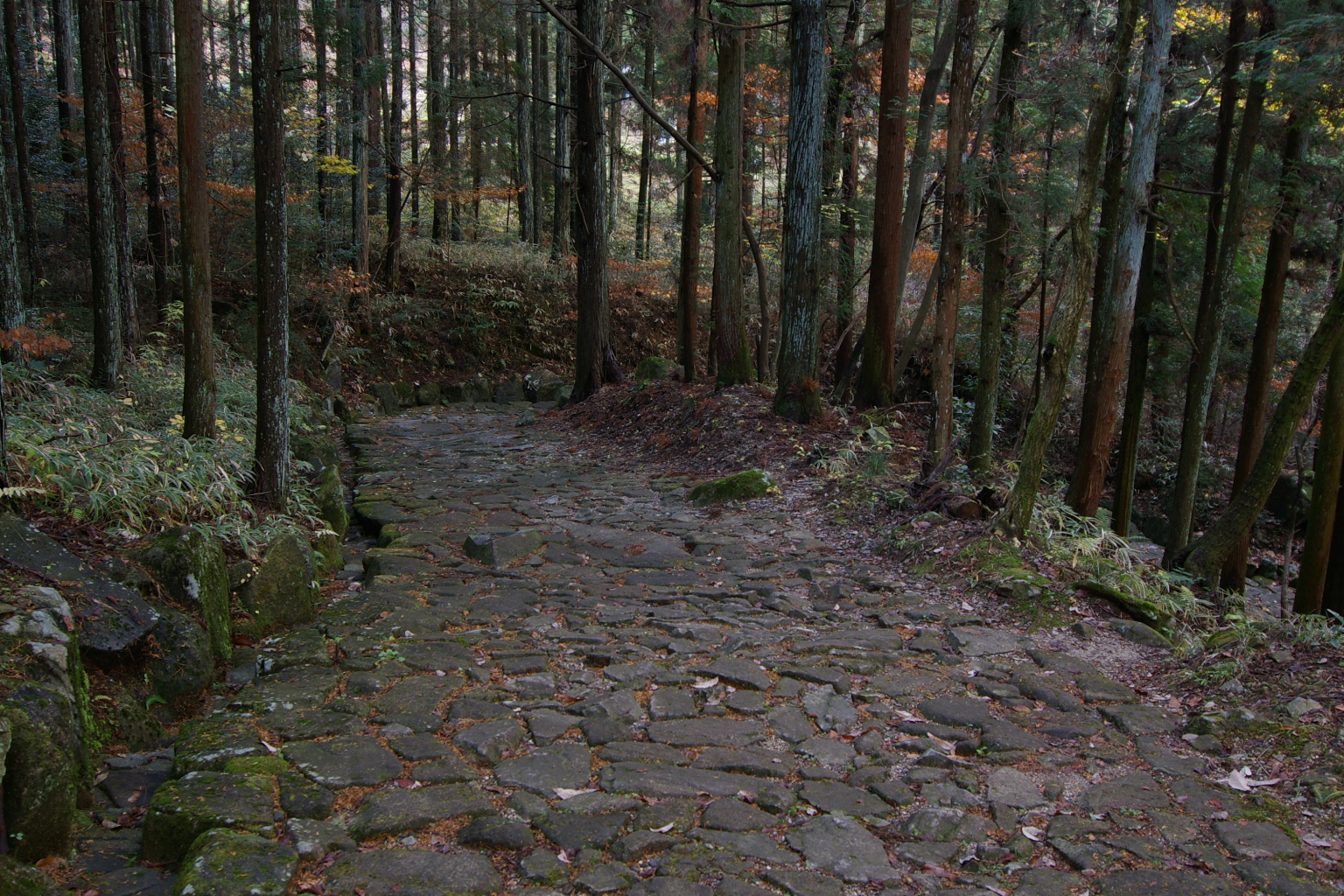
오치아이의 돌 다다미 (기후현 지정 사적 「나카센도」）

오치아이 주쿠(일본어: 落合宿 おちあいじゅく[*])는 나카센도 44번째에 있는 슈쿠바 (→ 나카센도 육십구차)이다. 미노국 에나군 오치아이무라 (현재 기후현 나카츠가와시)에 위치해 있었다.

## 개요
- 오와리번령 (1843년)
- 인구 : 370명
- 가구 수 : 75채
- 본진 : 1채
- 와키혼진 : 1채
- 여관 : 14채

## 대중교통
- JR 츄오 본선 오치아이가와역에서 하차, 역에서 조금 거리가 있다.
- JR 츄오 본선 나카츠가와역에서 키타에나교통버스를 타고, "오치아이" 버스 정류장에서 하차.

## 사적 및 볼거리
- 본진
  - 기후현 내에 남아있는 유일한 본진 건물. 헤이세이 22년 (2010년)에 국가지정사적 나카센도로 추가지정되었다.
- 와키혼진
- 이오우지
- 젠쇼지
- 코후쿠지

나카츠가와주쿠 가는 길의 사적 및 볼거리
- 오치아이 고로성 터 (오가랑님)
  - 키소 요시나카의 가신이자 사천왕 중 한명으로 불린 오치아이 카네유키의 성터
- 요사카타테바 터
- 코노노 이치리즈카 터
- 오노의 지장당 석불군
- 오슈 시라키 아라타메반쇼 터
- 타치바챠야 에치젠야

마고메주쿠 가는 길의 사적 및 볼거리
- 나카센도 오치아이의 이시다타미
- 「코레요리키타키소지」의 비석

## 근처 슈쿠바
나카센도
마고메주쿠 - 오치아이주쿠 - 나카츠가와주쿠
- 마고메주쿠까지 1리 5정 (약 4.5km)
- 나카츠가와주쿠까지 1리 (약 4km)

## 참고문헌
- 나카츠가와시사 중권Ⅱ　제6장　슈쿠・교통　제3절　오치아이주쿠　p1306～p1321 　1988年
- 中山道を歩く 코다마 코타　츄코문고　1988년　ISBN 4-12-201556-1
- 오와리번령 오치아이무라지 야마카와 타카시 1991년

## 같이 보기
- 13인의 자객